# Święta Celina
Święta Celina, Cilinia, Caelinia, właśc. fr. Céline de Laon (de Meaux) (zm. ok. 458) – święta Kościoła katolickiego, matka św. Remigiusza, biskupa Reims.

## Życiorys
Głównym źródłem wiedzy o życiu Celiny jest Wenancjusz Fortunat.
Celina była córką Syagriusza z Soissons (dowódcy rzymskich wojsk i namiestnika Galii) lub Jovina z Reims. Wiadomo, że jej ojciec pochodził ze  szlachty galloromańskiej. Poślubiła starszego od siebie hrabiego z Laonu, Aemiliusa (Emilius, Emil), mającego już dzieci: Principe, Agrykolę, Pretekstata, Aetiusa, Loupa i wnuki. W zaawansowanym już wieku, modląc się wiele, urodziła Remigiusza, którego narodziny, jako przyszłego biskupa Reims, przepowiedział pustelnik Montanus, z lasu La Fère. Były to czasy końca cesarstwa rzymskiego, barbarzyńców i najazdów Franków na kraj.
Celina wsławiła się pobożnym życiem, przepełnionym modlitwą za kraj i rodzinę. Zmarła około 458 roku. Pochowana została niedaleko Laonu, prawdopodobnie w miejscowości Cerny.
W XI wieku pojawiły się zapisy o tym, iż była towarzyszką św. Genowefy, a jej śmierć miała miejsce przed 531 rokiem. Informacje te dotyczyły jakoby innej świętej czczonej w Meaux, która po spotkaniu z Genowefą, zrezygnowała z jej rad i uciekła z rodzinnego domu, chroniąc się w klasztorze przed ślubem. W mieście tym istniał bowiem benedyktyński klasztor pod wezwaniem św. Cecyli, a jego patronką była matka św. Remigiusza, którą później legenda uczyniła odrębną postacią. 
Informacje te dotyczą jednak tej samej świętej.

## Kult
Relikwie św. Celiny zostały zniszczone w czasie rewolucji francuskiej.
Miejscami szczególnego kultu Świętej są miejscowości Reims i Laon we Francji.
Wspomnienie liturgiczne obchodzone jest za Martyrologium rzymskim, 21 października. Wpisu świętej dokonał Baroniusz.